# Kike Gómez
Enrique Gómez Bernal, conosciuto come Kike Gómez (Siviglia, 4 maggio 1994), è un calciatore spagnolo naturalizzato filippino, attaccante del Lincoln Red Imps.

## Carriera
Il 27 giugno 2017 con la casacca dell'Europa FC segna, al suo debutto in una competizione UEFA, nell'andata del primo turno di qualificazione di Champions League vinta per 1-2 contro il The New Saints.
Il 10 agosto 2021 va a segno con la maglia dei Lincoln Red Imps nella partita di ritorno del terzo turno preliminare di Europa League pareggiato 1-1 in casa dello Slovan Bratislava.

## Statistiche

### Presenze e reti nei club
Statistiche aggiornate al 23 febbraio 2025.
| Stagione                | Squadra                 | Campionato              | Campionato | Campionato | Coppe nazionali | Coppe nazionali | Coppe nazionali | Coppe continentali | Coppe continentali | Coppe continentali | Altre coppe | Altre coppe | Altre coppe | Totale | Totale |
| Stagione                | Squadra                 | Comp                    | Pres       | Reti       | Comp            | Pres            | Reti            | Comp               | Pres               | Reti               | Comp        | Pres        | Reti        | Pres   | Reti   |
| ----------------------- | ----------------------- | ----------------------- | ---------- | ---------- | --------------- | --------------- | --------------- | ------------------ | ------------------ | ------------------ | ----------- | ----------- | ----------- | ------ | ------ |
| 2016-2017               | Europa FC               | PD                      | 25         | 30         | CG              | 4               | 4               | -                  | -                  | -                  | SG          | 1           | 2           | 30     | 36     |
| 2017-2018               | Europa FC               | PD                      | 23         | 13         | CG              | 3               | 6               | UCL                | 2                  | 1                  | SG          | 1           | 2           | 29     | 22     |
| Totale Europa FC        | Totale Europa FC        | Totale Europa FC        | 48         | 43         |                 | 7               | 10              |                    | 2                  | 1                  |             | 2           | 4           | 59     | 58     |
| 2018-gen. 2019          | Linense                 | SDB                     | 9          | 1          | -               | -               | -               | -                  | -                  | -                  | -           | -           | -           | 9      | 1      |
| gen.-giu. 2019          | Lincoln Red Imps        | PD                      | 7          | 7          | CG              | 1               | 1               | -                  | -                  | -                  | -           | -           | -           | 8      | 8      |
| 2019-2020               | Lincoln Red Imps        | NL                      | 7+6        | 8+7        | CG              | 0               | 0               | UEL                | 2                  | 0                  | -           | -           | -           | 15     | 15     |
| 2020-2021               | Lincoln Red Imps        | NL                      | 10+10      | 13+11      | CG              | 3               | 2               | UEL                | 2                  | 0                  | -           | -           | -           | 25     | 26     |
| 2021-2022               | Lincoln Red Imps        | NL                      | 9+6        | 8+5        | CG              | 2               | 2               | UCL+UEL+UECL       | 3+2+8              | 0+1+0              | SG          | 1           | 0           | 31     | 16     |
| 2022-2023               | Lincoln Red Imps        | FL                      | 10+9       | 11+6       | CG              | 3               | 2               | UEL+UECL           | 2+2                | 0+0                | SG          | 1           | 0           | 27     | 19     |
| 2023-gen. 2024          | Lincoln Red Imps        | FL                      | 9          | 4          | CG              | 0               | 0               | UEL+UECL           | 2+2                | 1+0                | SG          | 1           | 0           | 14     | 5      |
| gen.-giu. 2024          | Bollullos               | TF                      | 14         | 3          | -               | -               | -               | -                  | -                  | -                  | -           | -           | -           | 14     | 3      |
| 2024-2025               | Lincoln Red Imps        | FL                      | 11         | 3          | CG              | 1               | 0               | UCL+UEL+UECL       | 3+1+2              | 0+0+1              | SG          | 1           | 0           | 19     | 4      |
| Totale Lincoln Red Imps | Totale Lincoln Red Imps | Totale Lincoln Red Imps | 94         | 83         |                 | 10              | 7               |                    | 31                 | 3                  |             | 4           | 0           | 139    | 93     |
| Totale carriera         | Totale carriera         | Totale carriera         | 165        | 130        |                 | 17              | 17              |                    | 33                 | 4                  |             | 6           | 4           | 221    | 155    |

## Palmarès

### Club

#### Competizioni nazionali
- Campionato gibilterriano: 5

Europa FC: 2016-2017
Lincoln Red Imps: 2018-2019, 2020-2021, 2021-2022, 2022-2023
- Coppa di Gibilterra: 4

Europa FC: 2016-2017, 2017-2018
Lincoln Red Imps: 2020-2021, 2021-2022